# حوش حريمة
تقع حوش الحريمة في قضاء البقاع الغربي أحد أقضية محافظة البقاع.

## الموقع
- ترتفع حوالي 800 متر عن سطح البحر
- تبعد 55 كلم ) عن بيروت
- يمر فيها نهري الليطاني والغزيل
- يحدهاالمرج,الروضة,الخيارة,مجدل عنجر

## الاقتصاد
أهم مواردها: الزراعة

## مدارسها
متوسطة حوش الحريمة الرسيمة

## المجالس المحلية

### رؤساء البلدية
- احمداحمد( 1998...)توفي(2010)
- محمود رباح( 2010...)

### مخاتيرها الحاليين
- مريم العدوي(2010...)

### مخاتيرها السابقين
- أحمد عيسى
- أحمد حمود
- -حمزة أبو عديلة
- حمود رباح